# Церковь истинно-православных христиан Греции (Синод Авксентия)
Церковь истинно-православных христиан Греции (греч. Ἐκκλησία Γνησίων Ὀρθοδόξων Χριστιανῶν, сокращённо Авксентиевский Синод или Синод Авксентия) — одна из старостильных церковных юрисдикций православной греческой традиции, возникшая в 1985 году. Первоиерарх носит титул Архиепископа Афин и всей Греции, с местопребыванием в Афинах.

## История
Возникновение данной неканонической юрисдикции связано с расколом в Флоринитском (Синоде Хризостома), когда 22 октября 1985 года первоиерарх Истинно-православной церкви Греции (Синода Хризостома) архиепископ Авксентий (Пастрас) и епископы Максим (Валлианатос), Герасим (Вракос), Афанасий (Посталас), Герман (Афанасиу) столкнулись с разногласиями между архиереями, во главе с первоиерархом Авксентием (Пастрасом) покинули (Синод Хризостома) и сформировали собственный Авксентьевский Синод.
Митрополит Лиссабонский и Португальский Гавриил (Роша), возглавлявший приходы в Западной Европе, встал на сторону архиепископа Авксентия (Пастраса). Известность и влияние на тот момент в Греции новая юрисдикция не имела.
В начале 1986 епископ Герасим (Вракос) был запрещён в священнослужении.
Архиереи Герман (Афанасиу) и Афанасий (Посталас) обособились и не принимали практически никакого участия в деятельности новой юрисдикции.
В декабре 1986 года к Авксентьевскому Синоду присоединился Преображенский монастырь в Бостоне во главе с его настоятелем, запрещённым в служении архимандритом Пантелеимоном (Метропулосом), за которым последовали 25 священников и 8 диаконов. Вслед за пантелеимонитами, к Авксентьевскому Синоду присоединились несколько франкоязычных общин во Франции во главе с архимандритом Амвросием (Фонтрие).
В 1988 году после трений между Авксентием (Пастрасом) и Гавриилом (Роша) от Авксентиевского Синода окончательно отделилась Кафолическая православная церковь Португалии.
В 1988 году для США был рукоположен во епископа Бостонского Ефрем (Спанос), в 1989 году для Франции был рукоположен во епископа Лионского Фотий (Терещенко), а в 1991 году для Канады был рукоположен во епископа Торонтского Макарий (Катре).
В 1991 году из РПЦЗ был принят катакомбный архимандрит Гурий (Павлов) с несколькими приходами, рукоположенный в том же году во епископа Казанского.
В 1994 был создан Российский экзархат во главе с протоиереем Виктором Мелеховым (перешёл из РПЦЗ вслед за архимандритом Пантелеимоном), куда вошли бывшие священники РПЦЗ; Георгий Манухин из Евпатории, Николай Патрин из Дивеево, Олег Урюпин из Киева, при этом епископ Гурий (Павлов) получил титул Экзарха.
В ноябре 1994 года умер архиепископ Авксентий (Патрас). Его преемником 7 января 1995 года был избран епископ Кефалонийский Максим (Валлианатос).
В 1996 году на заседании Синода был поставлен вопрос о новых хиротониях. Однако епископы Ефрем (Спанос), Фотий (Терещенко) и Макарий (Катре), получив от предстоятеля архиепископа Максима (Валлианатоса) утверждение своих кандидатов (третьего епископа для Америки и второго для Франции), сами отказались участвовать в хиротониях предложенных им кандидатов для Греции. Тогда архиепископ Максим (Валлианатос) единолично принял в общение Димитрия (Биффес), назвавшего себя архиереем Александрийского Патриархата, и совместно с ним рукоположил 10 новых епископов. Спустя всего лишь несколько дней после хиротоний, Димитрий (Биффес), идя по улице, вдруг упал и умер.
Узнав об этом, западные епископы откололись от Максима (Валлианатоса) и обратились к митрополиту Ларисскому Афанасию (Посталасу) с предложением возглавить их Синод, создав этим самым раскол и отделившись от первоиераха.
Осенью 1996 года они уже самостоятельно рукоположили двух епископов и Афанасий (Посталас) прервал с ними общение. Американские епископы объявили свою церковь автокефальной и назвали её Святая православная церковь Северной Америки, рассматривая себя как Синод Церкви ИПХ Греции. Духовным центром новой юрисдикции стал Спасо-Преображенский монастырь в Бостоне, а настоящий синод ИПХ Греции (Синод Авксентия) остался в Греции возглавляемый первоиерархом архиепископом Максимом (Валлианатосом).
После кончины в январе 1996 года епископа Гурия (Павлова) Российский экзархат фактически развалился, клирики ушли в другие юрисдикции, главным образом в Святую православную церковь Северной Америки.
В 2000-е годы положение авксентьевцев стабилизировалось (потрясений не было), каждый епископ окормлял по несколько приходов, имелись монастыри. 4 декабря 2002 года архиепископ Максим (Валлианатос) скончался. 6 декабря 2002 года митрополит Эгинский Авксентий (Маринес) был избран Председателем Авксентьевского Синода Церкви ИПХ Греции, но без возведения в сан архиепископа Афинского.
24 октября 2009 в юрисдикцию Авксентьевского Синода были приняты восемь приходов в Австралии, объединённых в «Федерацию греческих православных общин Австралии». В феврале 2010 года из этих восьми приходов была образована Австралийская епархия, епископом для которой стал архимандрит Иаков (Яннакис), перешедший годом ранее из Александрийского Патриархата.
8 сентября 2010 года решением Синода данной юрисдикции председателю Авксентьевского Синода Авксентию (Маринесу) был единогласно присужден титул архиепископа Афинского и всея Эллады.
Через некоторое время, внутри Федерации греческих православных общин Австралии возникли споры и некоторые приходы продолжили переговоры о возвращении в лоно канонической Церкви. В итоге 2 июня 2011 года председатель Федерации греческих православных общин Австралии Феофил (Мара) заявил, что Федерация приостанавливает свои отношения со старостильниками и вновь возвращается к автокефальному существованию.
В ответ на это австралийские приходы Авксентьевского Синода были переведены в непосредственное подчинение председателя Синода. Епископ Иаков (Яннакис) собрал Синод, на котором было рассмотрено прошение архиепископа Авксентия с просьбой отправить его на покой. Решением Синода Авксентий (Маринес) был отправлен на покой, председателем Синода был избран епископ Иаков (Яннакис). 8 августа 2012 года епископ Иаков (Яннакис) был избран предстоятелем Синода и возведён в достоинство архиепископа Афинского.
6 декабря 2012 года решением Синода архиепископ Иаков (Яннакис) был избран первоиерархом Церкви истинно-православных христиан Греции (Синода Авксентия), и возведён в достоинство митрополита Афин и всея Греции.
В начале марта 2021 года епископ Адриан (Брагин) обратился в ИПХ Греции (Синод Авксентия) возглавляемый первоиерархом Иаковом (Яннакисом), принять его и восполнить архиерейскую хиротонию. Синод ИПХ Греции (Авксентия) постановил, принять его в свою юрисдикцию и восполнить архиерейскую хиротонию епископа Адриана (Брагина). По благословению первоиерарха Иакова (Яннакиса) хиротонию восполнили: митрополит Арсений (Киселёв), митрополит Алексий (Бойко) и митрополит Сергий (Иванников). 9 мая 2021 года, по благословению первоиерарха Иакова (Яннакиса), епископ Адриан (Брагин) был возведён в сан архиепископа.
23 марта 2021 года Иаков (Яннакис)  и Адриан (Брагин) подписали Томос, по которому последний наделялся полномочиями  создания своего синода с правом автокефалии и избрания своего первоиерарха..

## Предстоятели
- Авксентий (Пастрас) (22 октября 1985 — 4 ноября 1994)
- Максим (Валлианатос) (7 января 1995 — 2 декабря 2002)
- Авксентий (Маринес) (6 декабря 2002 — 5 июня 2011)
- Иаков (Яннакис) (с 6 декабря 2012 — 5 ноября 2021)

## Епископат
- Галактион (Макрис), митрополит Аттики и Мегарида (с 2017)
- Марк (Добрев), митрополит Ираклионский (с 2015)
- Харитон (Калайцидис), епископ Лутраки (с 2021)

бывшие епископы
- Адриан (Брагин), митрополит Ковровский и Камешковский (с 3 марта 2021 - 11 июля 2021)
- Авксентий (Маринес), архиепископ Афинский и всея Эллады (8 сентября 2002 — 5 июня 2011)
- Исаия, митрополит Месогейский
- Варнава, епископ Вресфенский
- Феофил (Карипис), епископ Саламинский (с 1996)
- Нектарий (Дзимас), епископ Талантийский и Лакридский (с 2001/2002)
- Филофей (Кинигалакис), епископ Литисский и Рентинисский (с 2001)
- Герасим (Михелис), епископ Патмосский (с 2003)
- Максим (Валлианатос), епископ Кефалонийский (22 октября 1985 −1995)
- Герасим (Вракос), епископ Фивский (22 октября 1985—1986)
- Афанасий (Посталас), епископ Ларисский (22 октября 1985—1996)
- Герман (Афанасиу), епископ Эолийский (22 октября 1985 — ?)
- Ефрем (Спанос), епископ Бостонский (1988—1996)
- Фотий (Терещенко), епископ Лионский (1989—1996)
- Макарий (Катре), епископ Торонтский (1991—1996)
- Гурий (Павлов), епископ Казанский (28 июля 1991 — 7 января 1996)
- Дмитрий (Биффис), епископ Кандано (УПЦ КП)[1] (1996)[7], архиепископ Крита (май 1996—1996)
- Михаил (Камбуреллис), епископ Олимпийский (11 мая 1997 — 10 февраля 2006)
- Антоний (Герцог), епископ Германский и Северо-Европейский (2000 — 9 октября 2002)
- Панкратий (Ксулогес), епископ Немейский (май 1996 — ?)
- Ефрем (Пападопулос), епископ Серрский (май 1996 — ?)